# Марджанбулак
40°2′ пн. ш. 64°31′ сх. д. / 40.033° пн. ш. 64.517° сх. д.
Марджанбулак (узб. Маржонбулоқ, Marjonbuloq) — міське селище в Узбекистані, в Галляаральському районі Джиззацької області.
Населення 3079 мешканець (перепис 1989).
Місто розташоване поблизу залізничної станції Богарне. Золоторудний комбінат, швейно-трикотажна фабрика.
З 1980 року до другої половини 2000-их років Марджанбулак мав статус міста.